# 20323 Томліндстром
20323 Томліндстром (20323 Tomlindstom) — астероїд головного поясу, відкритий 20 квітня 1998 року.
Тіссеранів параметр щодо Юпітера — 3,627.